# Kaavinjärvi
Kaavinjärvi är en sjö i Finland. Den ligger i kommunerna Kaavi och Tuusniemi i landskapet Norra Savolax, i den centrala delen av landet, 400 km nordost om huvudstaden Helsingfors. Kaavinjärvi ligger 101 meter över havet. I omgivningarna runt Kaavinjärvi växer i huvudsak blandskog. Den är 41,9 meter djup. Arean är 21,05 kvadratkilometer och strandlinjen är 126,56 kilometer lång. Sjön  ingår i Vuoksens huvudavrinningsområde. 
Vaikkojoki älv mynnar ut i Kaavinjärvi.